# Teatre Victòria (Barcelona)
El Teatre Victòria és un teatre de Barcelona, ubicat a l'avinguda del Paral·lel, número 65-67. Va ser fundat el 1905 pels germans firaires Ricardo i Manuel Soriano, sota el nom de Pabellón Soriano.
Al principi funcionava com a cafè-concert amb actuacions de varietats i revista, però el 1910 van transformar el teatre en una sala de projeccions cinematogràfiques. Això no va agradar al públic habitual que va deixar d'anar i el 1924 van fer tornar el pavelló als seus orígens teatrals. Dos anys més tard van vendre el teatre a Joan Fradera, qui va rebatejar el teatre amb el nom de "Victòria" amb el qual se'l coneix avui dia.
El teatre Victòria ha tingut diversos propietaris, com Jaume Balaguer que va portar els vodevils i les varietats i va ser un dels moments amb més esplendor del teatre. Des de 1986 fins a 2019 va estar en mans de la societat Tres per Tres. Actualment Antonio Díaz, El Mago Pop, n'és el propietari.
Té una platea amb 870 localitats i un amfiteatre amb 354, amb una capacitat total de 1.224 espectadors. L'escenari té una amplada de boca de 12 metres i una superfície de 230 m² i 10 m de fondària.
El seu arquitecte va ser Andreu Audet i Puig, especialitzat en la construcció de teatres i sales d'espectacles.
Des de la seva inauguració, han passat grans produccions nacionals i internacionals pel seu escenari, com la comèdia de Santiago Rusiñol L'auca del senyor Esteve o el clàssic Mar i cel de Dagoll Dagom.
El 2020 va ser el teatre més visitat del món amb l'espectacle d'il·lusionisme d'El Mago Pop.

## Ubicació
El teatre Victòria està a l'avinguda del Paral·lel, número 65-67, a Barcelona, Espanya.
L'avinguda del Paral·lel és un carrer de la ciutat de Barcelona que s'estén des de les Drassanes Reials de Barcelona fins a la Plaça d'Espanya. El traçat de l'avinguda coincideix amb el d'un paral·lel terrestre, concretament amb el de latitud 41° 22' 34" nord i d'aquí el seu nom.
El Paral·lel va ser un lloc d'oci i espectacles que va existir des de finals del segle xix fins a la dècada de 1970. En un tram del carrer no superior a dos-cents metres de llarg per uns 50 metres d'ample s'havien arribat a concentrar infinitat de teatres, cabarets i altres sales d'espectacles.
El Paral·lel barceloní va ser l'equivalent en importància a la que va tenir Montmartre de París, semblant al West End de Londres o al Broadway de Nova York.

## Història

### Precedents: el Teatre Soriano
Els inicis de l'actual teatre Victòria es remunten a l'any 1900, quan Ricardo i Manuel Soriano, uns germans firaires procedents de Bejar, van arribar a Barcelona. Quan van arribar a la ciutat comtal van inaugurar un barracó de fira fet de fusta amb sostre de cartró i cuir endurit amb asfalt, per a realitzar una sèrie d'esdeveniments.
Feien subhastes de productes tèxtils i, per a promocionar-les, instal·laren davant la façana del barracot un orgue mecànic i s'hi feien actuacions de varietats i circ com a reclam de nous clients. Amb la presentació de "Mr. Spasardy i els seus tigres de Bombai i Neró" van obtenir tant d'èxit que Ricardo Soriano va veure la possibilitat de fer un gir al negoci per augmentar la rendibilitat. L'amistat amb el líder del recentment instaurat Partit Republicà els va portar a tenir molta més repercussió.
El nou projecte començava per adquirir el local que ocupava l'antic Palacio Trianón on hi havia triomfat la "Bella Chelito". Després d'enderrocar-lo el 1904 van encarregar a l'arquitecte municipal Andreu Audet i Puig que construís el nou teatre per a 2300 espectadors (amb platea de 800 places, llotges i un pis de graderies per a 1.500 en forma de ferradura), el qual es va inaugurar el 22 d'abril de 1905. Andreu Audet s'havia especialitzat en la construcció d'edificis modernistes entre ells el Gran Hotel Colón, el Teatre Apolo i el Casino de l'Arrabassada. La nova sala va ser inaugurada com el Pabellón Soriano, coneguts a la ciutat afectuosament com "El Suri".
El Pavelló Soriano funcionà al principi com a cafè-concert, amb actuacions de varietats i el circ más clàssic, el de feres i trapecistes. El 1910 va canviar el nom per Gran Teatro Soriano quan va ser comprat per Joan Fradera que li va canviar el nom pel de Gran Teatre Soriano. La nova direcció el va transformar en una sala de projeccions cinematogràfiques aprofitant l'auge del cinema i oferint pel·lícules de la Pathé. El públic assidu al local, acostumat a l'ambient informal de les actuacions dels artistes, va disminuir l'assistència i el 1914 no van tenir més remei que retornar el local als seus orígens teatrals. Un any després s'hi estrenava la comèdia El senyor Josep falta la dona de Santiago Rusiñol.
El nou propietari va fundar l'empresa “La Barcelonesa de Espectáculos”, la qual portaria a partir d'aquell moment la programació dels espectacles. Després d'una reforma gairebé integral, el 1916 s'inaugurà de nou amb el nom de Teatre Victòria.

### Etapa 1916-1954
Reformat, va ser inaugurat l'11 d'octubre de 1916 per la companyia de Josep Santpere, conegut artista i pare de la llavors popular i artista còmica Mary Santpere amb el vodevil La primera relliscada. Va ser dirigit per Josep Robert i Armando Oliveros.
En aquesta època, s'hi van estrenar importants obres, com L'auca del senyor Esteve, i hi actuaren els artistes més famosos de l'època: Margarida Xirgu, Emili Vendrell, Marcos Redondo, etc.
Durant aquest temps, l'empresa que s'encarregava de gestionar els espectacles va anar canviant els seus accionistes.

### Etapa 1954-1986
L'any 1954 Jaume Balaguer Sarriera (1912-1989), fabricant de tisores i ganivets, que amb el motiu de fer publicitat dels seus productes, va comprar als senyors, Bergada, Tolosa i Bosch la totalitat de les accions de La Barcelonesa de Espectáculos, que era la propietària del Teatre Victòria.
Amb l’empresari Balaguer al càrrec del teatre, l’estil dels espectacles es va decantar pels vodevils i les varietats, gèneres molt populars a l'època. Pel seu escenari van passar les millors vedettes del moment: Gardenia Pulido, Eugenia Roca, Gema del Rio, Maty Mont, Bella Dorita, Carmen Flores o Mary Merche.
També van passar per l'escenari del teatre, intèrprets que actuaven en les revistes creant un gènere molt definit com Escamillo. El folklore espanyol va ser representat a l'escenari del Victòria per Rafael Fariña, Estrellita Castro, Carmen Morell i Antonio Amaya entre d'altres.
A més, es va presentar una companyia austríaca de revistes i òperes que es deia "Els Vienesos". Sota la direcció d'Arthur Kaps, presentava a uns artistes que durant uns anys van ser els artistes d'unes obres musicals que van tenir un èxit inqüestionable. Durant el temps que van estar a Barcelona, es van estrenar obres tan importants en el món del teatre com: Campanes de Viena, Primavera a Viena, Melodies del Danubi, Llums de Viena, Viena és així, Llegendes del Danubi i Carrusel Vens. Aquest triomf els va portar no sols participar en les funcions del teatre, sinó a presentar en TVE (Televisió Espanyola) diferents programes musicals i de varietats, programes nocturns de gran èxit, com van ser: Els Amics del Dilluns que després es va convertir en Amics del Dimarts, Noche de Estrellas o Nit del Dissabte i fins i tot alguns infantils, tots ells dirigits per Arthur Kaps.
Jaume Balaguer es va associar per a la programació del teatre amb grans empresaris del moment com Joaquín Gasa, Joaquín Soler Serrano, els germans Riba (pioners del primer Restaurant espectacle de Barcelona, Scala), i s'hi van representar grans espectacles com Lindsay Kemp, Orquesta de RTV de Moscú, La Linterna Mágica de Praga, Le cirque du soleil, El diluvio que viene...
Els espectadors van començar a canviar els seus costums i a abandonar els teatres, així que Sarriera i el seu equip van buscar la manera de rendibilitzar els seus negocis suprimint, així, capacitat per modernització i confortabilitat. El 1967 van construir dos blocs de pisos als números 65 i 67 a l'avinguda del Paral·lel donant la forma actual al carrer i va reformar el vestíbul amb un estil modernista que va ser molt reconegut per la crítica del moment. En aquella ocasió es va associar com a companyia artística amb Joaquín Gasa, per l'estrena d'Una chica en mi sopa amb les estrelles del moment Concha Velasco i Guillermo Marín. Posteriorment i per encerclar i configurar adequadament el local, van fer un nou bloc de pisos al carrer Vilà i Vilà amb sortida d'emergència i bar-restaurant per la part del darrere. Tot el pati de butaques i pis superior conjuntament amb els camerinos, reforçant amb bigues de ferro el que abans havien estat vigues de fusta. Tot això va suposar una disminució d'aforament del teatre, passant a 1500 butaques i 4 llotges.
Jaume Balaguer, es va retirar l'any 1980 i els seus fills Jordi Balaguer i Ricart Balaguer van prendre el relleu. Es muntaren espectacles musicals, amb les vedettes de moda: Sara Montiel, Agata Lys, Lilian de Celis, Bárbara Rey i Bibi Andersen, i galants com Jordi Vila. Es fa una col·laboració amb Laso de la Vega, per fer la Setmana de la Cançó amb Joan Manuel Serrat, Núria Feliu, La Trinca, Lluís Llach, Peret i Capri com a còmic. També s'hi van representar espectacles de Broadway com Harlem Swing: Ain’t Missbehavin, Mil años de Jazz, Hair i Cabaret.

### Etapa 1986 - 2019
Cap al 1986 els germans Balaguer van voler convertir el teatre en un pàrquing. Això no va agradar al món del teatre barceloní, que no volia perdre el Victòria. Va ser llavors quan el grup 3xTres, format per Tricicle, Dagoll Dagom i Annexa, van entrar a programar el teatre amb un contracte de lloguer d’una durada de vint anys. El grup va acabar comprant el teatre als fills de Jaume Balaguer l'any 2001.
Entre 1991 i 1992 es va fer una reforma sencera del teatre a càrrec dels arquitectes Manel Bosch, Fernando Domínguez i Montse Nogué i el 7 d'abril de 1992, en plena eufòria olímpica es va inaugurar el nou Teatre Victòria.
L’any 1994, es va cremar el Gran Teatre del Liceu, i la seva reforma va durar poc més de cinc anys. Durant aquest periode de reconstrucció del Liceu, el Teatre Victòria va ser seu provisional de les temporades d'òpera del Liceu. Així, hi tingueren lloc les estrenes a Espanya de l'òpera de Benjamin Britten The turn of the screw (1996) i La pauvre matelot de Darius Milhaud (1997), i del ballet Tirant lo Blanc de Leonora Milà (1996).
El Victòria ha vist bona part de les estrenes dels espectacles musicals de la companyia Dagoll Dagom: El Mikado (1986), Mar i cel (1988), Flor de nit (1992), Historietes (1993), T'odio amor meu (1995), Els pirates (1997), Cacao (2000), Poe (2002), La Perritxola (2003), Boscos endins (2007), Cop de Rock (2011), La Família Irreal, el musical (2012), Super3, el musical (2013) i Scaramouche (2016).
El Tricicle també van presentar molts dels seus espectacles al Victòria amb la seva companyia de teatre gestual i van aconseguir arribar a més d'1 milió d'espectadors.
El 1996, el grup 3xTres van adquirir la titularitat del Teatre Poliorama i l'any 2001, després de molts anys encarregats de la programació del Victòria, van decidir com a societat comprar el teatre i, d’aquesta manera els Balaguer van deixar de ser propietaris del local. Durant tots aquests anys, molts artistes i companyies importants del país han passat per l'escenari del Victòria. S'han representat obres de teatre, de dansa, òpera, màgia, circ i fins i tot concerts. Companyies de teatre com Comediants, Dagoll Dagom, els Joglars, La Cubana, Tricicle, i Vol Ras. També comediants com Faemino i Cansado, El Brujo, Las Virtudes, Pepe Rubianes, Jordi LP i el grup Globomedia. Cantautors com Albert Pla, Nina, Adriana Varela, Joan Manuel Serrat, Lluís Llach i Tomeu Penya, entre molts altres.
En aquesta època, l'escenari del Teatre Victòria va ser el primer escenari privat de la ciutat on van actuar companyies de tot el món, des dels Ashton Brothers d'Holanda, els Stompk del Regne Unit, fins als Cirque Eloize de Canadà, els Momix dels Estats Units o els Jump de Corea.
Espectacles familiars, com Annie, Madagascar, Super3 El Musical, i La Ventafocs, i els concerts de la companyia de Damaris Gelabert. Companyies de dansa com Sara Baras, Cristina Hoyos, Antonio Gades, Joaquín Cortés, i Antonio Canales. També han visitat el teatre, companyies de dansa internacionals com el Ballet Estatal Ucraïnès, Russian Ballet Stars i Ballet Mússorgsky.

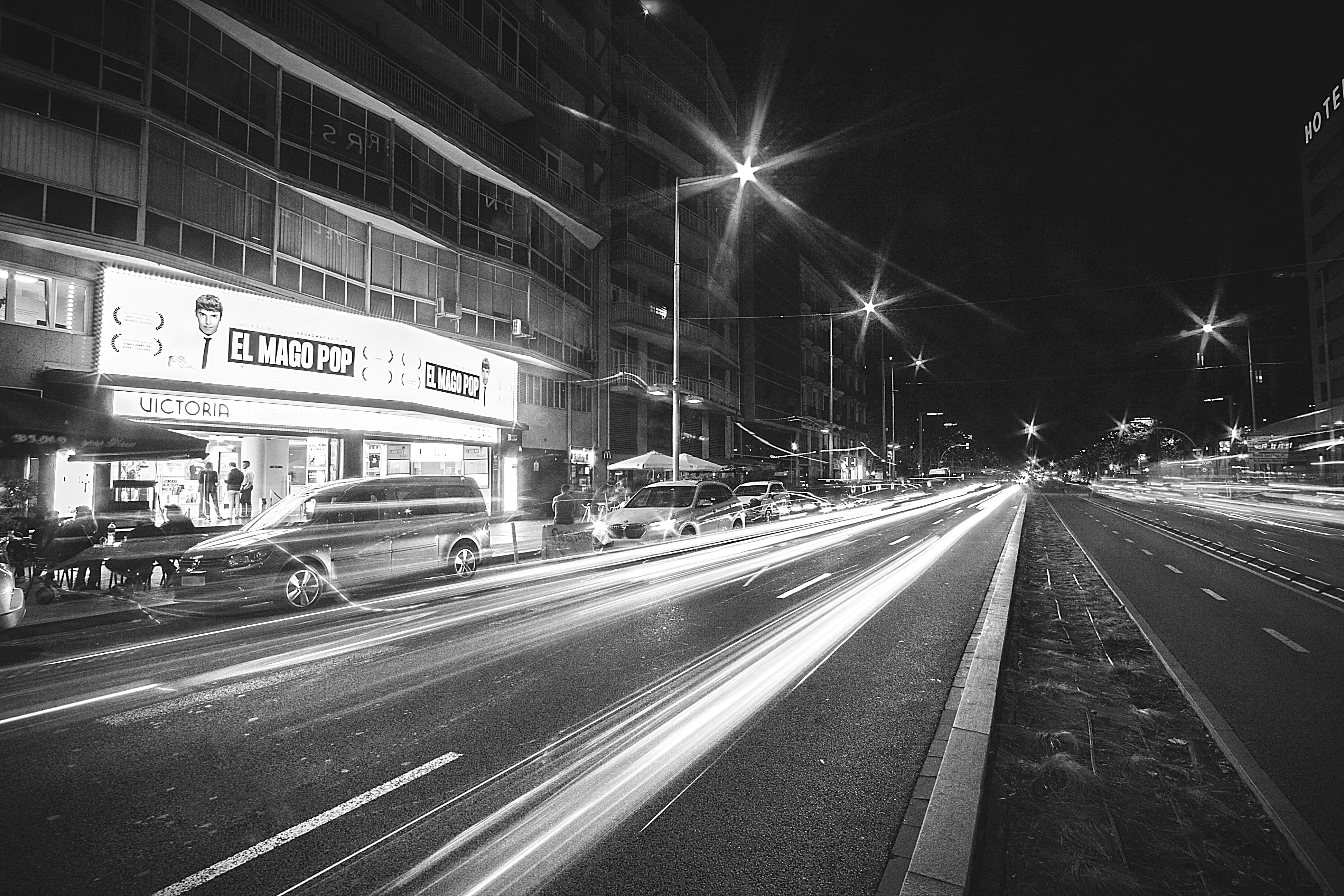
Façana del Teatre Victòria en una fotografia nocturna, amb el cartell de l'espectacle Nada Es Imposible Broadway Edition, d'El Mago Pop

### Etapa 2019 - Actualitat
El 2019, després de trenta-tres anys, el grup 3xTres va vendre el Teatre Victòria a Antonio Díaz, El Mago Pop. El seu espectacle Nada es imposible al Victòria va aconseguir la millor prevenda de l'Estat espanyol, superant el musical de El Rey León al Teatro Lope de Vega de Madrid.
El 2021 es va estrenar Billy Elliot, el musical, espectacle que ha estat onze anys al West End, quatre a Broadway, un a Ciutat de Mèxic i tres a Madrid, havent fet per primer cop temporada a Barcelona.
El gener de 2023, amb la tornada de l'espectacle de El Mago Pop al Victòria, se supera el milió d'euros de recaptació amb les funcions d'una sola setmana. És el primer show de Catalunya en conseguir-ho i el segon a nivell nacional.

## Estrenes absolutes destacades al teatre

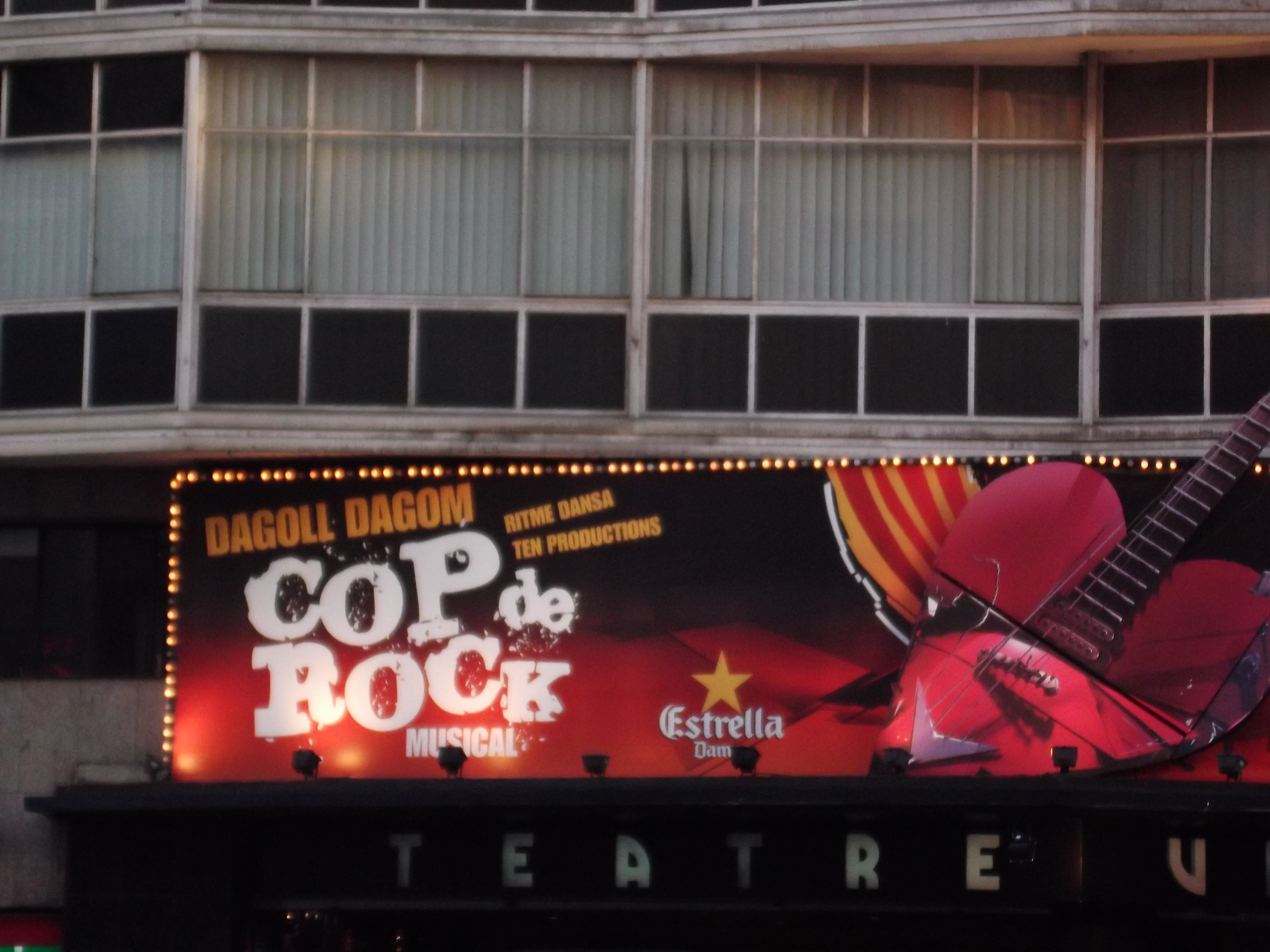
Cop de rock, de Dagoll Dagom (2011)

- 1915: El senyor Josep falta la dona, vodevil de Santiago Rusiñol (15 de maig) (al Teatre Soriano)
- 1917: L'auca del senyor Esteve, comèdia de Santiago Rusiñol (12 de maig)
- 1920: El telón de anuncios, sarsuela de Rafael Millán
- 1924: La Paula té unes mitges o el Maco dels encants, sarsuela de Lluís Planas de Taverne i música d'Enric Morera
- 1930: El cantar del arriero, sarsuela amb música de Fernando Díaz Gilés
- 1931: Katiuska, sarsuela de Pablo Sorozábal (27 de gener)
- 1935: La malquerida, sarsuela de Rafael Millán, llibret de l'autor sobre l'obra de Jacinto Benavente (14 d'abril)
- 1939: La Giralda, sarsuela de José Padilla, amb llibret dels germans Álvarez Quintero
- 1940: La guapa del carrascal, sarsuela de Francisco Alonso i J. Cabas Quiles, llibret de Carlos Arniches; El pañuelo de crespón, sarsuela de Francisco Alonso
- 1948: Galatea, farsa de Josep Maria de Sagarra (15 de desembre)
- 1952: El tesoro de Golconda, sarsuela de Rafael Millán
- 1964: Barcelona, ciudad grande, sarsuela de Joan Dotras Vila, llibret de José Andrés Prada i Salvador Bonobia
- 1988: Mar i cel, musical de Dagoll Dagom, amb música d'Albert Guinovart, basada en l'obra d'Àngel Guimerà